# Rondo NSZZ „Solidarność” w Zamościu

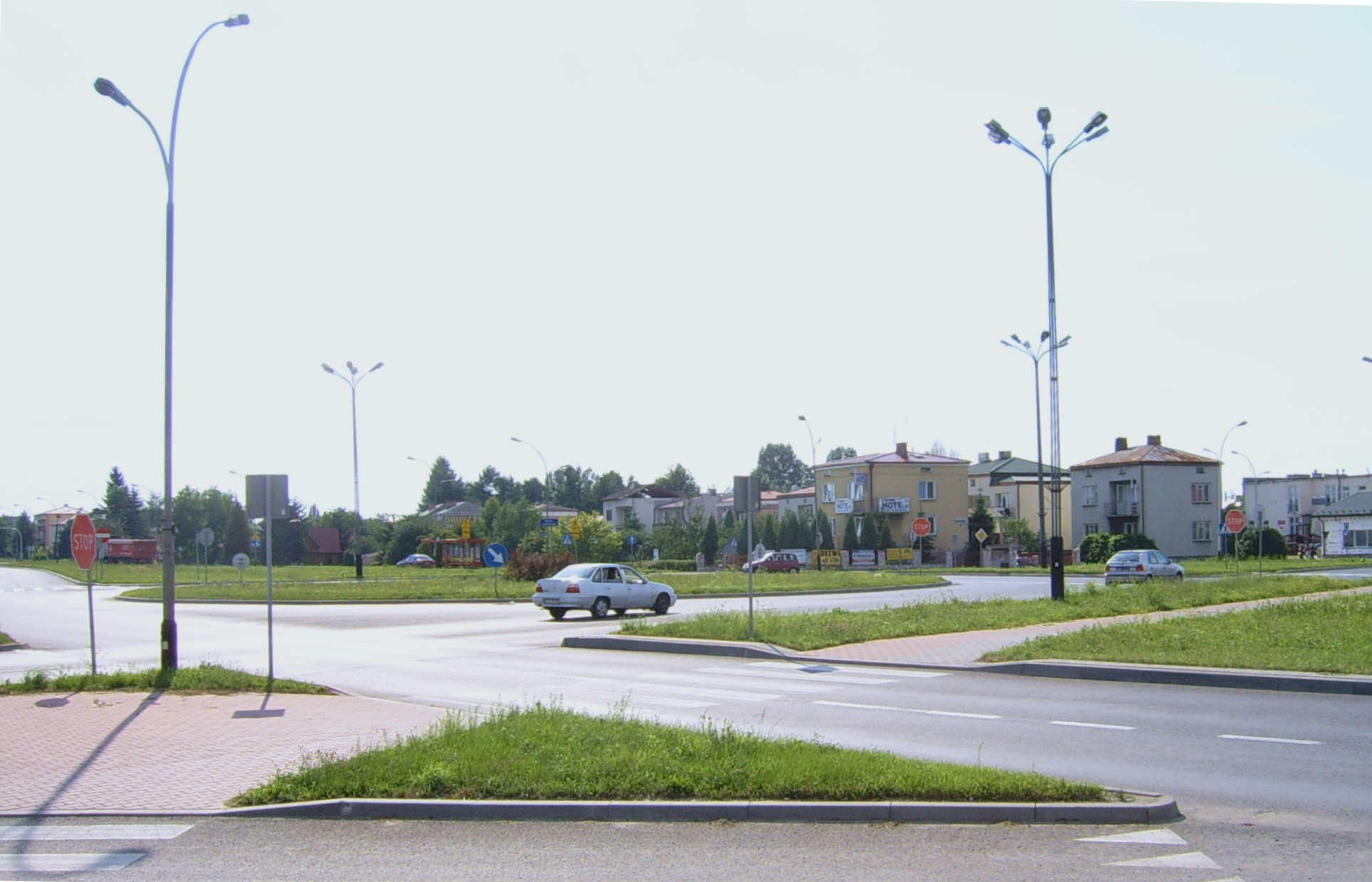
Rondo NSZZ „Solidarność”

Rondo Niezależnego Samorządnego Związku Zawodowego „Solidarność” – rondo w Zamościu, które powstało najprawdopodobniej przed 1976 rokiem – ukazane jest na mapie miasta z tego roku. Położone jest na terenie osiedla Karolówka (zachodnia część miasta) i jest częścią Obwodnicy Zachodniej oraz Obwodnicy Śródmiejskiej. Po raz pierwszy nazwę nadano mu 26 czerwca 2006 roku poprzez uchwałę Rady Miejskiej, jako rondo Solidarności. Zapewne miała nawiązywać do związku Solidarność. Obecną nazwę Rada Miejska uchwaliła 28 stycznia 2008 roku (pierwotnie zamierzano obecną nazwę nadać rondu na os. Rataja).
Rondo łączy ulice:
- ul. Szczebrzeska – przebiega ona od południowego zachodu przez rondo NSZZ „Solidarność” na wschód. Jest dwujezdniową ulicą (z rozdzielającym pasem zieleni) niemal na całej długości: od granicy miasta do mostu na rzece Łabuńka (tuż przed zabudową osiedla Stare Miasto na Podgroblu).

- ul. Śląska – główna ulica osiedla Karolówka (na północ od ronda), przy której są główne zabudowania tego osiedla. Ulica ta jest fragmentem najkrótszej trasy od Starego Miasta (ul. Szczebrzeska – rondo NSZZ „Solidarność” - ul. Śląska, bądź: ul. Królowej Jadwigi - ul. M. Kopernika - ul. Śląska) do cmentarza komunalnego, położonego przy ul. Braterstwa Broni (przy jej skrzyżowaniu z ul. Śląską, przy północnej granicy miasta).

- ul. Dzieci Zamojszczyzny – biegnie na północny wschód od ronda; prawie w całości (oprócz północnego fragmentu od skrzyżowania z al. 1 Maja do skrzyżowania z ul. S. Okrzei) jest dwujezdniowa, z rozdzielającym pasem zieleni oraz chodnikiem ze ścieżką rowerową.

Rondo NSZZ „Solidarność” jest jednym z największych rond w Zamościu, obok ronda Honorowych Dawców Krwi i ronda Kardynała S. Wyszyńskiego.